# Xbox Games Store
Xbox Games Store (în trecut Xbox Live Marketplace) este o platformă de distribuție digitală folosită de consolele Xbox 360 și Xbox One. Serviciul permite utilizatorilor să descarce jocuri video gratuit sau contra-cost (jocuri Xbox Live Arcade și jocuri de Xbox 360 și One), DLC-uri, jocuri demo, teme și avataruri.

## Legături externe
- Xbox One Game Store[nefuncțională – arhivă]
- Xbox 360 Marketplace